# Richard Lester
Richard Lester (* 19. ledna 1932, Filadelfie, Pensylvánie, USA) je britský režisér amerického původu, známý svou prací na filmech s Beatles Perný den a Help! v 60. letech. Byl představitelem filmové nové vlny. Původně byl zpěvák, dostal se do televize jako kulisák a ve 20 letech se propracoval na post režiséra.
Podílel se na produkci filmu režiséra Richarda Donnera Superman, film Superman 2 spolu s Richardem Donnerem režíroval. Film Superman 3 již režíroval sám, ale tento film nedosáhl úspěchu předchozích dvou.

## Filmografie
- 1962	–	Jazzová revue (It's Trad, Dad!)
- 1963	–	The Mouse on the Moon
- 1964	–	Perný den
- 1965	–	Help!
- 1965	–	The Knack… and How to Get It
- 1966	–	A Funny Thing Happened on the Way to the Forum
- 1967	–	Jak jsem vyhrál válku (How I Won the War)
- 1968	–	Petulia
- 1969	–	The Bed Sitting Room
- 1973	–	Tři mušketýři (The Three Musketeers)
- 1974	–	The Four Musketeers
- 1974	–	Juggernaut
- 1975	–	Royal Flash
- 1976	–	The Ritz
- 1976	–	Robin a Mariana
- 1979	–	Butch and Sundance: The Early Days
- 1979	–	Cuba
- 1980	–	Superman 2
- 1983	–	Superman 3
- 1984	–	Finders Keepers
- 1989	–	Návrat mušketýrů (The Return of the Musketeers)